# 북극성-4형
북극성 4호는 조선민주주의인민공화국의 SLBM이다.

## 역사
2020년 10월 10일, 조선민주주의인민공화국 조선로동당 창건일 열병식에서 북극성-4A라고 쓴 SLBM이 공개되었다.

## 평가
북극성-4A의 직경은 북극성-1형보다 2~3배, 북극성-3형보다 1.5배 굵어진 것으로 분석된다. 북극성 3형은 조선민주주의인민공화국 3천톤급 잠수함에 3발 탑재되고, 북극성-4A형은 조선민주주의인민공화국 4천톤급 잠수함에 6발 탑재될 것으로 추정하고 있다.
북극성-3형의 길이는 10m, 직경은 1.5m가량인데 북극성-4A형은 길이는 8~9m, 직경은 1.8~2m가량으로 추정된다.
미국 38노스의 밴 다이펜과 마이클 엘레만 박사와 비욘드 패럴렐의 빅터 차와 조세프 베르무데즈 박사는 조선인민군이 기존 북극성-3/KN-23형 SLBM보다 길이는 짧고 폭이 넓어진 북극성-4A형을 개발하였다면서 이에 대한 주된 이유로 사거리 연장과 개량형 신포-C형 잠수함 탑재를 들었다. 북극성-3/KN-23형 SLBM은 1,900 km 사거리이나, 북극성-4A형은 이보다 더 긴 사거리를 가진 것으로 분석되었다.
전문가들이 추측한 북극성 4호의 길이, 직경을 보면, 가장 비슷한 모델이 UGM-73 포세이돈, UGM-96 트라이던트 I이다. 우연인지는 모르겠지만, 탄두부의 외양이 트라이던트 1호 보다는 포세이돈과 비슷하게 생겼다.
그러나 북한의 디젤 잠수함이 러시아 북해에서 SLBM을 발사해서 워싱턴DC, 뉴욕을 핵공격하려면, 포세이돈의 4650 km 사거리로는 좀 많이 부족하다. 북한에서 7500 km 떨어진 캐나다 서부 퀸샬럿 제도 인근 공해까지 가야만, 워싱턴DC, 뉴욕이 사거리 4650 km 이내로 들어온다. 왕복해서 15000 km 항해를 해야 하는데, 물론 요즘 디젤 잠수함 항속거리가 18000 km 가 되기도 하지만, 캐나다에 너무 근접해야 하는 부담이 있다.
반면에, 2단 고체연료가 아니라 3단 고체연료이면서도, 길이와 직경은 동일한 UGM-96 트라이던트 I는 사거리 7400 km 로서, 미국 캐나다 등 대륙의 가까이에 잠수함이 접근하지 않고서도, 러시아 앞마당이라고 할 수 있는 캄차카반도 동쪽 700 km 부근의 베링해에서 워싱턴DC, 뉴욕을 핵공격할 수 있게 되어, 은닉성이 더 높아진다. 항해거리도 3700 km 밖에 안되어서 왕복 7400 km이다.
한국 국방부는 북극성-4A가 아니라 북극성-4ㅅ이라고 분석했다. 수중, 수상이라는 뜻에서 ㅅ을 쓴 거 같다는데, 정말 북극성의 ㅅ과 같은 모양이다.
한국 국방부는 북한이 북극성 5호를 SLBM의 최종 완성 모델로 기획하고 있다고 분석했다. 미국이 A1, A2, A3, C3, C4, D5로 5종류의 SLBM을 개발해서 D5가 최종 완성판이다. 북한이 정말 미국처럼 5세대 미사일을 최종 버전으로 본다면, 이번 북극성 4호는 C4와 성능이 같을 수도 있다는 의미이다.
한미연합사 작전참모 출신인 데이비드 맥스웰 미국 민주주의수호재단(FDD) 선임연구원은 “북한이 세컨드 스트라이크(제2격, 핵 공격을 받으면 즉각 핵으로 응징 보복하는 능력을 갖춰 상호 억지하는 것) 능력을 갖춘 잠수함 군단을 개발할 수도 있지만, 북한이 현재 원하는 것은 신형 SLBM이 그런 역량을 가진 것처럼 보이게 만드는 것”이라고 진단했다.

## 같이 보기
- 북극성 3호